# Dan Walsh
Dan Walsh (ur. 31 maja 1979 w Norwalk) – amerykański wioślarz, brązowy medalista w wioślarskiej ósemce podczas Letnich Igrzysk Olimpijskich w Pekinie.

## Osiągnięcia
- Mistrzostwa Świata – Lucerna 2001 – czwórka podwójna – 6. miejsce[1].
- Mistrzostwa Świata – Sewilla 2002 – dwójka bez sternika – 14. miejsce[1].
- Mistrzostwa Świata – Mediolan 2003 – czwórka bez sternika – 7. miejsce[1].
- Mistrzostwa Świata – Gifu 2005 – czwórka podwójna – 9. miejsce[1].
- Mistrzostwa Świata – Eton 2006 – ósemka – 3. miejsce[1].
- Mistrzostwa Świata – Monachium 2007 – czwórka bez sternika – 8. miejsce[1].
- Igrzyska Olimpijskie – Pekin 2008 – ósemka – 3. miejsce[1].